# Naomi Uemura
Naomi Uemura (植村 直己, 12 de febrero de 1941-desaparecido el 13 de febrero de 1984, en el monte Denali), fue un periodista, montañero, explorador y aventurero japonés, autor de grandes empresas solitarias: fue la primera persona en llegar en solitario al Polo Norte, el primero en hacer rafting en el Amazonas en solitario y el primero en escalar el Denali en solitario.

## Biografía
Estudió en la Universidad de Meiji de Tokio y se inició en el montañismo con ascensiones clásicas tanto en Japón como en los Alpes. En 1971 escribió una serie de artículos sobre el Everest para el diario Mainichi Shinbun. El 29 de abril de 1978, Naomi Uemura fue el primer explorador en llegar solo al Polo Norte, siguiendo la ruta de la expedición de Robert Peary en trineo tirado por perros. Le ayudaron depósitos de alimentos lanzados en paracaídas desde un helicóptero.

## Ascenciones
- Walker Spur en Grandes Jorasses
- Aconcagua solo
- Kilimanjaro en solitario
- 1969 - Intento de alcanzar el Everest
- 1970 - Denali en solitario
- 1971 - Intento de alcanzar el Everest
- 1984 - Debut en solitario en invierno en Denali

## Expediciones
- 1975 y 1976 - Travesía en solitario, en trineo tirado por perros, del Gran Norte canadiense.
- 1978 - Primer explorador que llega solo al Polo Norte, tras un viaje de 800 kilómetros.